# PSR B0531+21
Pulsar du Crabe

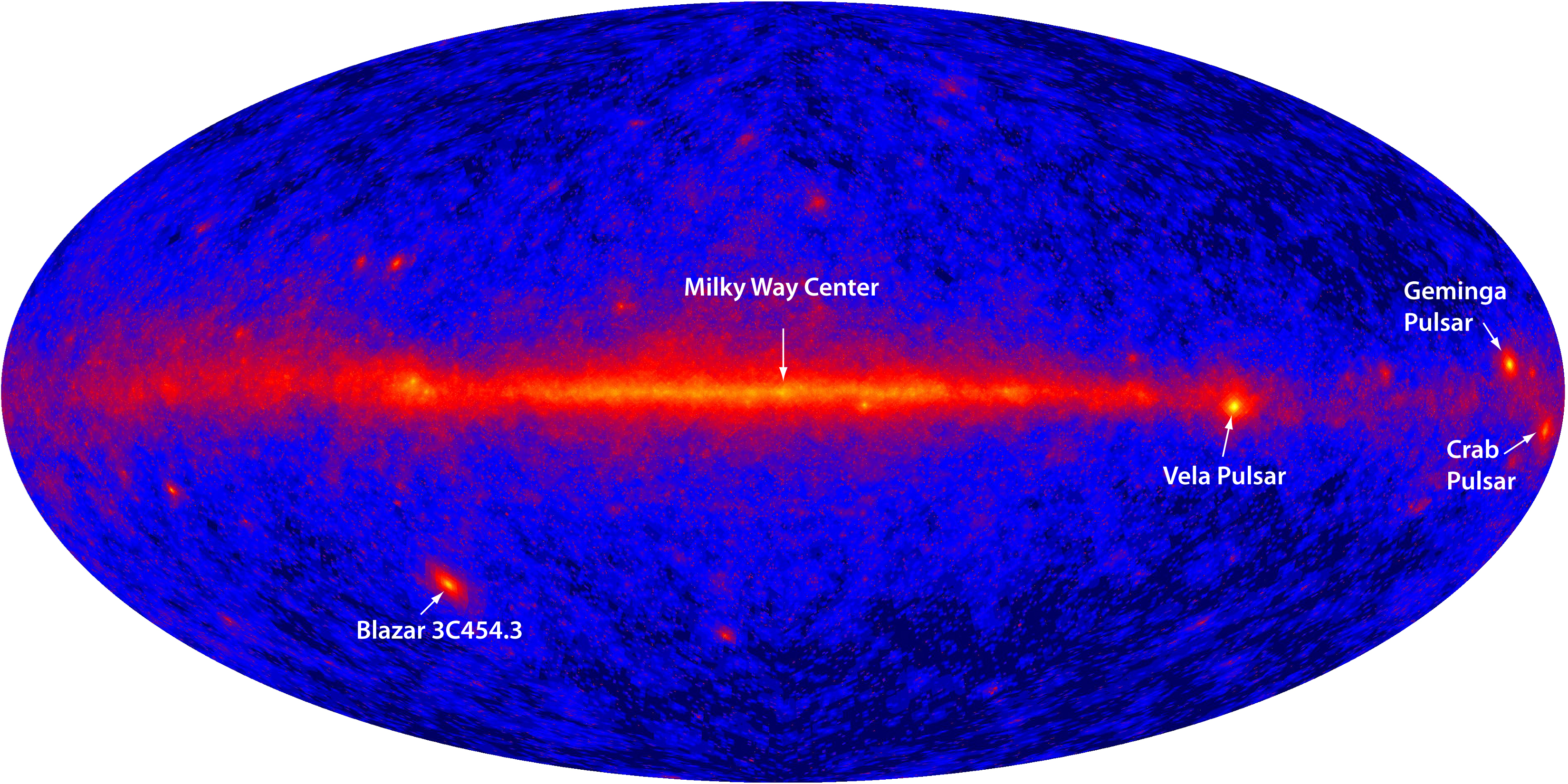
Position de la Nébuleuse du Crabe (Crab Pulsar) dans la Voie Lactée. Crédit : NASA/DOE/International LAT Team.

Le pulsar du Crabe (ou PSR B0531+21, NP 0532, PSR J0534+2200, voir Désignation des pulsars) est un très jeune pulsar, formé il y a moins de mille ans, lors de l'explosion de la supernova historique SN 1054. C'est l'un des deux seuls pulsars connus (l'autre étant PSR J0205+6449) dont l'âge réel est connu avec certitude et est inférieur à 1 000 ans. Son nom traditionnel provient de celui de la nébuleuse du Crabe, correspondant au nom du rémanent de supernova abritant le pulsar. Le pulsar du Crabe a été découvert en 1968. Il s'agit de l'un des premiers pulsars découverts, et il reste à ce jour le plus étudié. Bien que très proche en âge de PSR J0205+6449, il s'en distingue sur de nombreux points, mais présente de multiples similarités avec le pulsar des Voiles, qui est parfois décrit comme étant son « cousin ».

## Caractéristiques physiques essentielles
Le pulsar du Crabe est le pulsar le plus énergétique connu pour sa luminosité de ralentissement, c'est-à-dire que c'est le pulsar dont le rapport {\displaystyle P/{\dot {P}}}, où {\displaystyle P} est sa période de rotation (environ 33 ms) et {\displaystyle {\dot {P}}} sa dérivée temporelle (4,2 × 10−13 s/s), est le plus élevé. La lente augmentation de sa période de rotation génère un rayonnement électromagnétique qui est plus de 100 000 fois plus intense que le Soleil, générant environ 4,5 × 1031 W. Ce rayonnement est entre autres responsable de la forte luminosité de la partie centrale de la nébuleuse du Crabe, générée par rayonnement synchrotron.

## Découverte
La découverte du pulsar du Crabe, par la mise en évidence du caractère périodique de son rayonnement radio, remonte à 1968, par David H. Staelin et Edward C. Reifenstein depuis l'Observatoire de Green Bank (Virginie-Occidentale, États-Unis). Cependant de nombreuses indications indiquaient depuis près de 25 ans l'existence d'un astre atypique au sein de la Nébuleuse du Crabe, et c'est en vue de déterminer la source d'énergie de la nébuleuse du Crabe que des recherches ont été très tôt entreprises en vue de détecter et de déterminer la nature de l'astre central. En effet, en l'absence de source d'énergie interne, l'éclat de la nébuleuse environnante n'aurait pu subsister plus de quelques années après la supernova qui lui a donné naissance, soit largement moins que son âge à l'époque (un peu plus de 9 siècles en 1960), parfaitement déterminé du fait des témoignages relatifs à la supernova qui lui a donné naissance en 1054.
Dès 1942, Walter Baade avait identifié deux astres situés à proximité immédiate du centre géométrique de la nébuleuse du Crabe et soupçonnait que l'un d'entre eux puisse être sa source d'énergie. Il avait également établi que l'une d'elles possédait un spectre extrêmement atypique. Dans le domaine radio, Antony Hewish et S. E. Okoye avaient mis en évidence l'existence d'une source radio (observations faite à une fréquence de 38 GHz), dont les mesures de scintillation indiquaient qu'elle devait être extrêmement compacte. Enfin, en 1967, l'astrophysicien italien Franco Pacini avait élucidé la nature de la source d'énergie de la nébuleuse en prédisant qu'une étoile à neutrons en rotation rapide était susceptible de fournir une source d'énergie suffisante à son environnement. À noter cependant que ce dernier travail, bien que n'ayant précédé que quelques mois la découverte effective des pulsars, était à l'époque passé inaperçu.
La découverte du pulsar du Crabe aurait pu ne pas être possible aussi tôt, car, si l'intensité de son signal radio est très élevée, sa période très faible le rend très difficile à mettre en évidence (voir l'article Pulsar pour plus de détails). En fait, si le pulsar avait eu une émission régulière, les moyens observationnels n'auraient pu permettre sa découverte qu'à partir du milieu des années 1980. Ce qui a permis sa découverte bien avant est une propriété atypique de son émission radio, à savoir le phénomène de pulse géant, qui voit l'émission sur un pulse parfois considérablement plus intense que la moyenne. C'est précisément par la mise en évidence de certains de ces pulses géants, toujours espacés les uns des autres d'un multiple entier de la période du pulsar, que celui-ci a pu être mis en évidence dès 1968. Une fois la période déterminée de cette façon, l'observation du signal périodique était possible dès 1968. Une fois la période connue, la détection du pulsar dans les autres domaines de longueur d'onde suivit rapidement, d'abord en optique, puis en ultraviolet et en X.
La découverte dans le domaine optique a donné lieu à plusieurs péripéties. Dès le 24 novembre 1968, et sans avoir connaissance de l'annonce de la découverte du pulsar, une recherche dans le domaine optique sur une variabilité éventuelle du sein de la nébuleuse du Crabe avait été entreprise par R. V. Willstrop. Les données recueillies révélaient un signal périodique, mais avaient été laissées de côté pour analyse ultérieure. Ainsi leur publication se fit-elle après la mise en évidence des pulses optiques le 16 janvier 1969 par une équipe concurrente menée par W. J. Cocke de l'Observatoire Steward (Arizona). Trois jours plus tard d'autres équipes, de l'Observatoire McDonald et de l'Observatoire de Kitt Peak, mirent également en évidence la variabilité optique, mais l'histoire a surtout retenu la contribution de Cocke et ses collaborateurs, également restée célèbre par le fait que lors de la découverte un magnétophone a fortuitement enregistré les réactions des astronomes, dont l'enthousiasme généralement qualifié de « désinhibé » est resté célèbre. Un des clichés les plus célèbres du pulsar du Crabe fut réalisé peu après avec le télescope de 3 mètres de l'Observatoire Lick, mettant en jeu une technique stroboscopique, montrant côte à côte les deux états (« allumé » et « éteint ») du pulsar.
Malgré l'absence de satellite artificiel destiné à l'observation des rayons X cosmiques, l'émission X du pulsar du Crabe fut mise en évidence dès 1969 à l'aide d'expériences embarquées sur des fusées, de façon quasi simultanée par deux équipes, l'une du Naval Research Laboratory, l'autre du Massachusetts Institute of Technology,. Cependant, une expérience du même type montée sur une fusée Aerobee 150 antérieure à la découverte du pulsar avait également enregistré le signal périodique du pulsar en 1968, sans que celui-ci soit vu à l'époque, et un an plus tôt une autre expérience, cette fois montée à bord d'un ballon stratosphérique avait également enregistré la périodicité de l'émission de haute énergie du pulsar. Même si ces deux expériences n'ont finalement pas permis l'identification du pulsar, elles ont néanmoins permis de vérifier que la loi de ralentissement de la période du pulsar était effective depuis 1967 au moins.
Une fois le pulsar découvert, la nature du rayonnement éclairant la nébuleuse (rayonnement synchrotron) a été rapidement été mise en évidence (en 1970) par Iossif Chklovski.

## Spectre
Le pulsar rayonne sur une immense gamme de fréquence, s'étalant des ondes radio (depuis 10 MHz, voire moins) aux rayons gamma, jusqu'à au moins 50 GeV, soit plus de 18 ordres de grandeur. Il est probable que l'émission se produise à des fréquences inférieures à 10 MHz, mais les effets de propagation dans le milieu interstellaire provoquent un brouillage de l'émission pulsée caractéristique du pulsar, aussi est-il difficile de s'assurer que c'est bien son émission qui est détectée à très basse fréquence. L'existence d'un rayonnement à des énergies au-delà de 30 GeV a été plusieurs fois envisagée, mais longtemps sans confirmation explicite en raison de l'absence de détection d'émission pulsée. Une émission pulsée à 50 GeV a finalement été détectée par le télescope à imagerie Čerenkov atmosphérique MAGIC en 2008. Il n'est pour l'heure pas clair que l'absence de détection certaine à 1 TeV résulte d'une coupure dans le spectre d'émission du pulsar, ou alors d'un manque de sensibilité des instruments utilisés, bien que la première possibilité apparaisse plus plausible.
En 2011, le projet VERITAS décèle des émissions à 400 GeV. Ces observations, les plus puissantes jamais observées ayant pour source un pulsar, entrent cependant en conflit avec les modèles actuels de pulsars − essentiellement basés sur le rayonnement synchrotron, ils prédisent des émissions aux alentours de 10 GeV − mais aussi de la relativité restreinte avec une probable violation de l'invariance de Lorentz. Parmi les pistes privilégiées par les scientifiques pour expliquer ce phénomène, certains parlent de diffusion Compton inverse.
Avec un petit nombre de pulsars du même type (les pulsars gamma), il fait partie des objets rayonnant sur la plus vaste gamme de fréquence connue. C'est un des rares pulsars qui soit à la fois un pulsar radio, un pulsar optique, un pulsar X et un pulsar gamma. Par exemple PSR J0633+1746 (Geminga) n'est pas détecté dans le domaine radio, bien qu'il soit un pulsar gamma puissant.
Le pulsar du Crabe est également un pulsar gamma puissant : en juin 2019, des astrophysiciens et physiciens des hautes énergies ont annoncé avoir détecté, au cours de campagnes d'observations, qui ont duré de février 2014 à mai 2017, des rayons gamma d’une énergie de 450 TeV en sa provenance. Il s'agit du rayonnement le plus énergétique jamais détecté sur Terre. 450 TeV équivaut en comparaison à 45 milliards de fois l'énergie des rayons X pour un diagnostic médical.

## Autres caractéristiques
Le pulsar du Crabe exhibe la quasi-totalité des effets observables dans des pulsars. Il présente des irrégularités dans son ralentissement, appelées glitches. Avec le pulsar de Vela, il comptabilise près du tiers des glitches observés sur l'ensemble de tous les pulsars. Son jeune âge permet, malgré la présence de glitches, de mesurer l'évolution séculaire de sa période de rotation, donnant ainsi les dérivées seconde et même troisième de celle-ci, respectivement mesurées à −1,36 × 10−23 s s−2 et 7,56 × 10−34 s s−3. De la seconde dérivée, il est possible de déterminer l'indice de freinage, qui ici vaut 2,518, proche de la valeur canonique prédite par le modèle usuel de ralentissement des pulsars, où l'émission d'un dipôle magnétique tournant auquel est assimilé le pulsar prédit, dans l'hypothèse où son champ magnétique est constant au cours du temps, que l'indice de freinage est égal à 3.
Il présente également le phénomène de pulse géant, particularité qui a d'ailleurs permis sa découverte très tôt dans l'histoire de l'étude des pulsars. Sans cette caractéristique fortuite, le pulsar du Crabe n'aurait sans doute pas pu être découvert avant le milieu des années 1980. La forte luminosité du pulsar dans le domaine radio permet l'étude détaillée des pulses qu'il émet avec une très haute résolution temporelle. Il met en évidence le phénomène de microstructure, donnant des indications sur le phénomène d'émission radio de ce type d'objets.